# Dødsangstens maskespil
Dødsangstens maskespil è un cortometraggio muto del 1912 diretto da Eduard Schnedler-Sørensen.

## Produzione
Il film fu prodotto dalla Nordisk Films Kompagni.

## Distribuzione
Distribuito dalla Fotorama, uscì nelle sale cinematografiche danesi il 3 ottobre 1912.